# Штурм Ведено
Штурм Ведено — операція, проведена силами Кавказької армії під командуванням генерала Євдокимова з метою захоплення ставки імама Шаміля в аулі Ведено, розташованому в гірсько-лісовій місцевості Чечні, що відбувалася в період із грудня 1858 по квітень 1859 року.

## Північний Кавказ наприкінці 1858 року
Після руйнування аула Дарго генералом Воронцовим у 1845 році, Імам Шаміль перебрався до чеченського аулу Ведено, розташованого в гірсько-лісистій місцевості. Ведено (російські називали аул — Ведень) залишалося ставкою лідера повсталих горян протягом 14 років, аж до 1859 року. Наприкінці 1850-х років результат Кавказької війни вже не викликав сумніву: багато сподвижників Шаміля загинули в боях, деякі перейшли на бік росіян, а населення Дагестану і Чечні втомилося від поборів Шаміля та від війни, що тривала десятки років. На цьому тлі населення Чечні все частіше почало виражати невдоволення порядками мюридизму, які Шаміль насаджував у Чечні. Повстання проти влади Шаміля, що почалося в районі річки Шароаргун, швидко розійшлося по регіону. Протягом одного тижня, спільноти: Чанти, Мулкой, Дашні, Зумсой, Чужнаховой, Терлой, Хочарой, Хельдирой, Чахой, Намах, Чаберлой та Маїсти вигнали шамілівських наїбів і виявляли бажання підкоритися російській владі. Таким чином, вся західна частина Великої Чечні підкорилася Росії.
На цьому фоні, в 1858 загоном Євдокимова був зайнятий аул Шатой, а на його місці була закладена фортеця. Настав слушний момент покласти край могутності Шаміля в Чечні, і з цією метою, 20 грудня 1858 року, було зроблено посилений наступ російських військ від фортеці Воздвиженської в глибину Чечні до аулу Ведено.

## Маневри

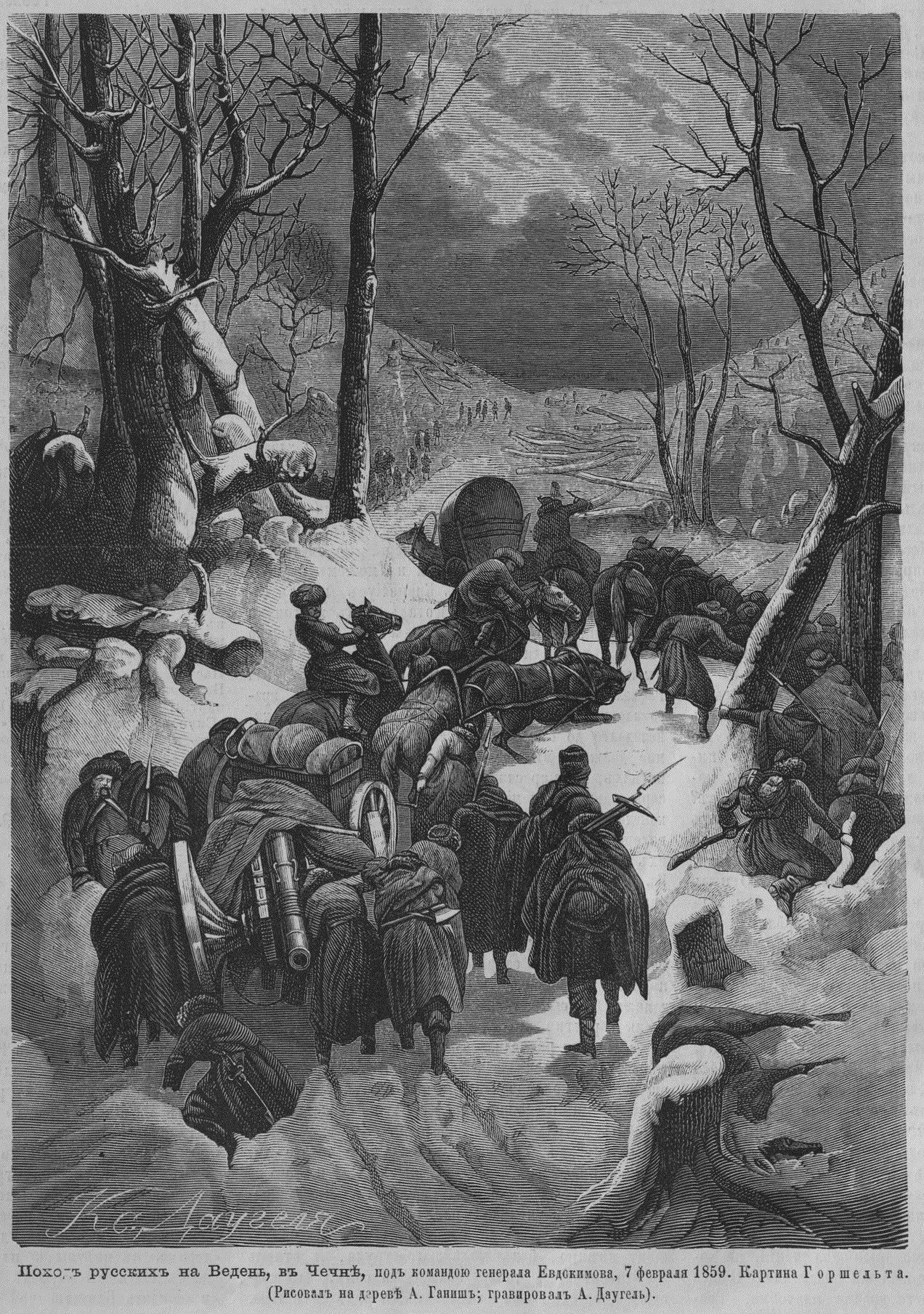
Рух царського загону через гори до аулу Ведено у лютому 1859 року.

Полковник Баженов, який мав у своєму розпорядженні чотири з половиною батальйони міліції і шість гірських гармат виступив з Воздвиженського і попрямував до річки Басс, і таким чином, відрізавши всі чеченські аули, що перебували у лісовій смузі цього району, створюючи загрозу аулам Таузен і Елі.
Інша частина війська під командуванням полковника Чорткова одночасно з Баженовим перейшла на правий берег Аргуни і, вийшовши на Шалінську просіку, зупинилася в очікуванні прибуття підкріплення; після чого, утворивши авангард головної колони генерал-майора Кемферта, рушили до Ведено. Сам Євдокимов очолив основний загін.
З боку Кумицької площини для відволікання сил Шаміля діяв загін князя Святополка-Мирського, розташований між річками Мічиком і Гудермесом. Крім того, для сприяння основному загону та відволікання сил горян генералом Врангелем було здійснено рух у східній частині Ічкерії.Головний загін поступово, з боями просувався вперед, прорубуючи просіки в суцільних лісах. Таким чином, загін Євдокимова досяг 31 грудня аула Агішти. Горяни відступили до аулу Таузен, який знаходився за три версти від позиції російських військ. 3 січня до головного загону приєднався загін князя Святополка-Мирського, і війська, з'єднаними зусиллями до 14 січня 1859, прорубували просіки в непрохідних лісах Ічкерії.
Влаштувавши просіки, Євдокимов 14 січня рушив до аулу Таузен. Горяни влаштували завали і приготувалися до оборони, але поява обхідної колони змусила їх відступити з укріпленої позиції майже без бою. Так російськими військами було взято Таузен, що знаходиться на відстані 14 верст від Ведено, розташований на стику шляхів, що ведуть до резиденції Шаміля, в Андію, Чаберлой та Шатой. Зайнявши Таузена, російські війська приступили до влаштування дороги і до рубання просік у 600 сажнів завширшки. Просування російських військ супроводжувалося дрібними сутичками. Невеликі загони горян чисельністю по 300 осіб завжди турбували російські війська. Сам Шаміль із основними силами перебував у Ведено, готуючи його до оборони. Після закінчення початкових робіт з улаштування дороги Євдокимов розподілив частину військ для охорони дороги, а решту військ 7 лютого висунув у бік Ведено.

## Місце битви
Ведено розташований на невеликій галявині в ущелині витоків Хулхулау, оточеній високими стрімкими і лісистими хребтами, і представляв надійний притулок, як за природними умовами, так і за зведеними біля нього укріпленнями.
Західна та східна сторони аула, огороджені стрімкими урвищами ярів, а також були укріплені брустверами з тинів.
Північна сторона була укріплена двома товстими паралельними брустверами з глини, на відстані від 3 до 5 кроків один від одного; зовнішній бруствер отинований і увінчаний у два ряди турами (1 1/2 аршина в діаметрі), засипаними глиною та каміннями; проміжок між брустверами блиндований зробленим з колод настилкою, вистеленою фашинами в сім рядів і засипаною зверху землею. На північно-східному та північно-західному кутах були влаштовані бастіони. Вузький простір між ярами перерізаний іншим широким і глибоким ровом. З західного боку тягнеться гребінь висот, що поступово знижується від вершини гори Лння-Корт і відокремлений від аула яром. Вершини цього гребеня були зайняті шістьма окремими редутами, два з яких мали по одній гарматі. Найсильніший з усіх редутів був нижній, що оборонявся андійцями, який складався з трьох окремих споруд, з'єднаних між собою критими ходами. Фаси цих будівель, оточені широкими і глибокими ровами, складалися з глиняних брустверів (місцями до 8 кроків завтовшки), одягнених зовні товстим тином і увінчаних у два ряди турами (до 2 аршин у діаметрі), засипаними глиною та каміннями. З внутрішньої сторони брустверів були влаштовані бліндажі для проживання гарнізону.
Житло Шаміля було комплексом будівель, що утворюють великий чотирикутник, оточений високим частоколом і ровом. Цей чотирикутник містив зовнішній і внутрішній двір. Внутрішній двір Шаміля був навколо забудований будинками, призначеними для житла його дружин, сімейства, прислуги та різними господарськими спорудами; там же знаходився будинок Шаміля та особливе відділення для суду та розправи (будинок шаріату), для казначейства та для гостей і наїбів, що приїжджали, які прибували у справах службовим. На зовнішньому дворі містилися конвойні мюриди Шаміля, його обрана дружина і невеликий сарайчик з 8 заржавленими негідними знаряддями. На цьому ж дворі збирався у разі потреби й під час свята народ. Відомості про влаштування будинку Шаміля були отримані від Ісаака Грамова, який бував наприкінці 1854 року у Ведено, для переговорів, про викуп сімейств князів Чавчавадзе та Орбеліані.

## Розстановка сил на початок облоги

### Склад та чисельність сторін
Російський загін складався з:
19 1/2 батальйонів піхоти,
14 гірських гармат,
2 напівпудових мортир,
6 сотень козаків
3-х сотень міліції.

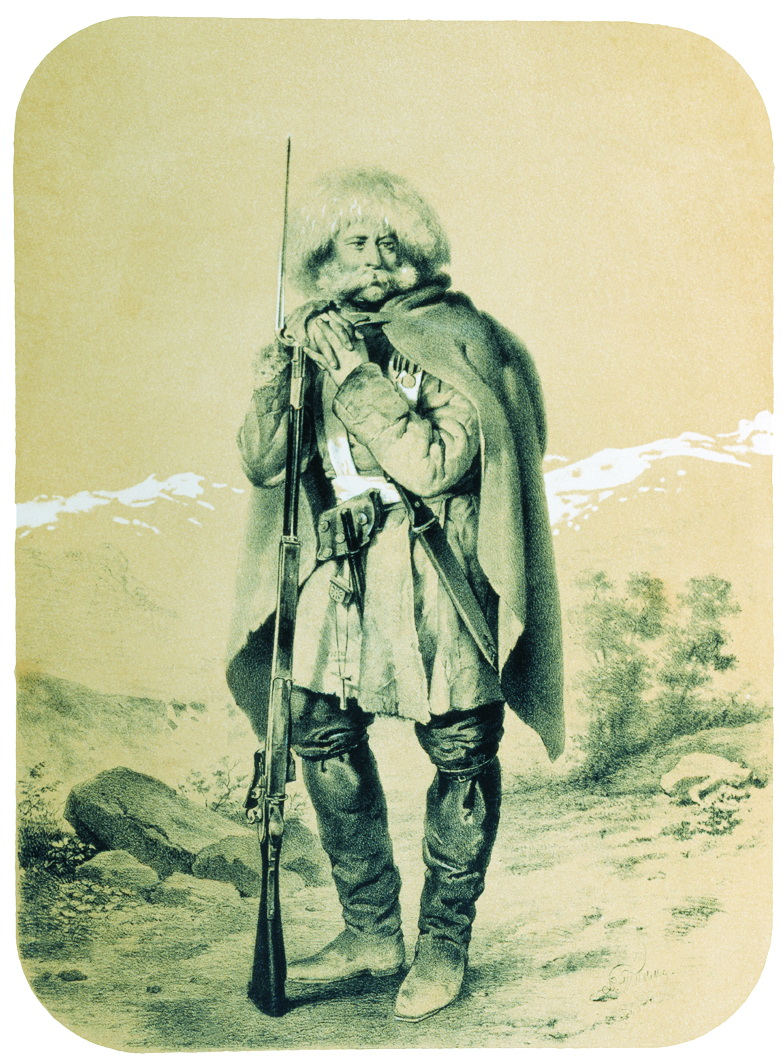
Солдат Окремого кавказького корпусу, малюнок В. Тімма, періоду 1851 — 1862 років.

Сили горян за оцінкою генерала Євдокимова складалися з 7000 бійців, половина яких складала гарнізон аула, а друга була розосереджена за редутами.
Гаджі-Алі, який був секретарем Шаміля та учасником подій, вказує, що у лавах горян було 3,5 тисячі осіб. Він же пише у своїх спогадах:
Вночі на горі з'явився авангард кінноти загону Євдокимова, а піхота на площі біля Ведено, де вони зупинилися табором. Це місце стало, як небо в ясну ніч, усіяне зірками, так багато було наметів, коней, гармат, людей та інших припасів— Воспоминания очевидца о Шамиле

### Відомі учасники штурму Ведено
Михайло Аміраджибов: Микола Ганецький: Павло Зотов: Арнольд Зісерман: Павло Кемферт: Андрій Корф: Горшельт Теодор: Олександр Чемерзін
Михайло Чортков: Фрідріх Шванебах: Федір Штоквіч

### Вихідні позиції
В інтерв'ю журналу «Русский Вестник» Євдокимов згадував:
«Ключом ворожої позиції був Андійський редут. З втратою його ворог в аулі втрачав можливість успішно триматися: з іншого ж боку, із заняттям цього редута, війська, що облягають, могли бути розташовані з більшою зосередженістю, і виходила можливість відокремити особливу колону для заняття гори Льоня-Корт; причому було б відрізано єдине, що залишалося вільним, повідомлення ворога з Андієм. На цій підставі, перше завдання в облозі, що робиться, я поклав собі заняття Андійського редута»— статья в журнале «Русский Вестник»
Для облоги Ведено війська були поділені на три облогові колони та два резерви.
- Права колона, очолювана полковником Чортковим, що складається з 3-х батальйонів Куринського полку, 18 березня обклала Ведено із західного боку і відкрила траншеї, щоб наблизитися до яру лівого притоку Хулхулау. На березі яру була закладена батарея, яка стала обстрілювати картковим вогнем західну похилість гребеня, на якому були влаштовані редути, щоб таким чином не допускати гарнізон аула підтримувати редути.
- Середня колона, якою керував генерал-майор Розен, складалася з 2 1/2 батальйонів. Їй було доручено підійти на максимально близьку відстань до Андрійського редута з фронту та закласти проти нього бреш-батарею.
- Ліва колона генерал-майора Ганецького, у складі якої знаходилися 4 батальйони та 4 гармати, мала наказ обкласти Ведено зі східного боку та відрізати ворогові дорогу в Андію та Ічкерію.
- В резерві між правою та середньою колонами, в яру лівого притоку Хулхулау, були залишені: 1-й батальйон Грузинського гренадерського та 1-й батальйон Білостоцького піхотного полку; на повідомленні середньої колони з лівою, у вигляді резерву, було поставлено два батальйони Білевського піхотного полку на руїнах Дишне-Ведено.

## Облога

### Облаштування театру бойових дій

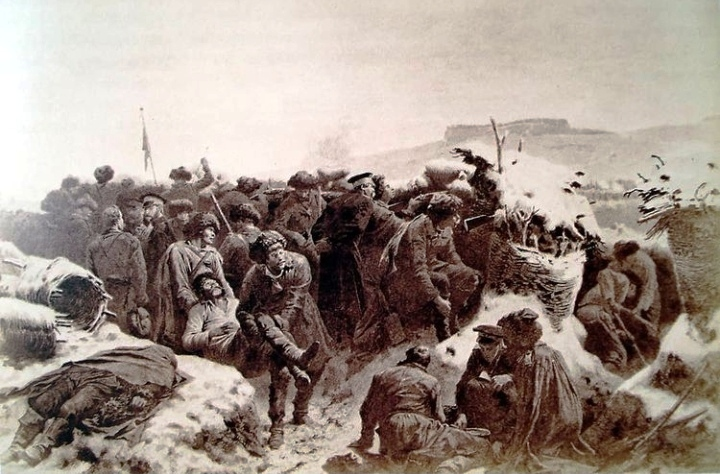
Теодор Горшельт. Облога аула Веденя (Куринський полк) 1859

Завідувач інженерних робіт у правій колоні, штабс-капітан Шванебах, 26 березня довів траншеї на відстані 50 кроків від берега яру, а 27 числа влаштував тут батарею на чотири батарейні і дві гірські гармати. На відстані від першої була влаштована друга батарея на дві напівпудові мортири.
Середня колона відкрила роботи у ніч 23 березня. Завідувач роботами в цій колоні штабс-капітан Чемерзін повів траншею з яру лівого притоку Хулхулау і 27 березня заклав бреш-батарею на 6 гарматних батарей відстані 164 сажнів від Андійського редута. За першою батареєю були розташовані в траншеях: батарея на 3 напівпудові мортири і батарея на 2 чавунні 2-пудові мортири. У ніч 27 березня Чемерзіним була закладена траншея проти фронту Андійського редута з відривом 187 сажнів від редута; в цій траншеї були влаштовані батареї на дві батарейні гармати, один 10-фунтовий єдиноріг і одну мідну 2-х пудову мортиру. Від останньої траншеї підступи були підведені за західною похилістю гребеня, де розташований Андійський редут, і в ніч, з 30 на 31 березня, закладено передову траншею, озброєну гірським єдинорогом, на відстані 60 кроків від редута.
Ліва колона зайняла 22 березня вихід із Хорочоївської ущелини. Для забезпечення табірного місця генерал-майор Ганецький влаштував кілька засік і вирубав ліс на відстані рушничного пострілу від бівуаку. Під час рубання лісу, загони горян робили напади на працюючих, але обидва напади відбиті з шкодою для горян.
Таким чином, 31 березня всі інженерні роботи були закінчені. Ведено був підперезаний мережею з редутів та траншей.

### Штурм
1 квітня розпочався штурм Ведено. Першою метою штурмуючих став Андрійський редут. З 6 години ранку по редуту було відкрито вогонь з 16 гармат і 8 мортир. Канонада тривала до 18 години. Андійський редут, в який було кинуто приблизно 1000 ядер, гранат і бомб, став майже купою руїн.
Потім всі батареї обернули свій вогонь на аул, а в цей час три батальйони під командуванням полковника Баженова атакували Андрійський редут. Захисники редута зустріли атакуючих залпом; водночас із сусіднього редуту горян було зроблено кілька пострілів картеччю. Але опір не зупинив атакуючих. 5-а стрілецька рота Тенгинського полку, під командуванням підпоручика Данібекова, добігши до редута, за кілька хвилин розправилася із захисниками редута, які вціліли після артобстрілу.
Одночасно зі штурмом редута полковник Чортков почав рух у бік Ведено. Горяни почали спалювати свої будинки та залишати аул. До 22 години горяни залишили аул та редути. Наступного дня, на світанку російські війська зайняли Ведено.

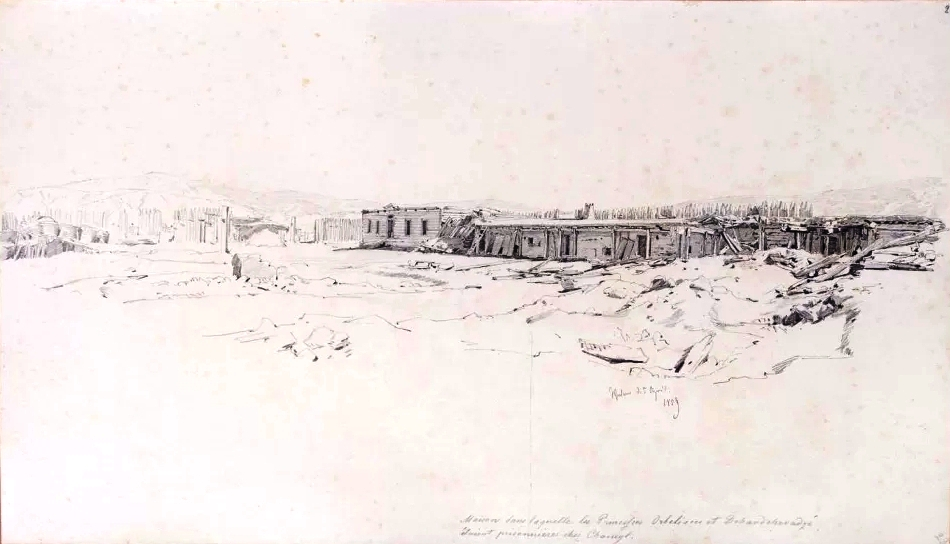
Будинок, у якому жили княжни Орбеліані та Чавчавадзе у полоні у Шаміля. Т. Горшельт. 1859

Кіннота кинулася до Дарго, супроводжувана залпами з гармат і рушниць, а також і з гори стріляли в нас із гармат. ММи вийшли проти них з кіннотою та гарматами і мужньо захищалися, кидаючи в центр росіян ядра та гранати і стояли твердо, так що не могли зупинити наші лави, і ми анітрохи не зазнали втрат. Росіяни відступили, і ми повернулися. Цієї ночі всі наїби зібралися в будинку у Шаміля і просили його, щоб він вийшов із Дарго. Шаміль погодився задовольнити їхнє прохання і, залишивши в Дарго сина свого Казі-Мухаммада з 3500 осіб і 13 наїбами, сам же з наближеними та деякими наїбами вийшов і зупинився в с. Ерсеной за 3,5 верст від Дарго. Потім щодня відбувалися перестрілки та сутички. Росіяни оточили Дарго, однак Євдокимов не зміг взяти Дарго штурмом, але перехитрив мюридів. Він траншеями дійшов до Ведено, почав кидати ядра, бомби та гранати, що дуже послабило обложених. У четвер 23 рамазана цілий день тривала сильна канонада з усіх гармат по Дарго, так що залпи злилися в один протяжний гул і крім диму та пилу нічого не було видно. До вечора, коли обложені приготувалися до здійснення намазу, росіяни раптом, як сарана, кинулися з криком з 4-х сторін на Дарго, мусульмани не в змозі були витримати штурму, втікали, там залишалася жменя сміливців, щоб забрати пожитки, що залишилися, і взявши їх, прийшли слідом за головними силами в Харачі.— Описание Гаджи-Али (смотрите поход Евдокимова в Ведено)

## Підсумки та наслідки
Гаджі-Алі — житель села Чох, який був секретарем Шаміля та очевидцем подій, у своїх спогадах пише:
Після взяття Дарго-Ведено, Шаміль, не маючи ресурсів утримати за собою чеченців, наказав їм вдруге зібратися, і вони зібралися в селі Ерсеной. Шаміль сказав їм: «У всьому Дагестані хоробріших за вас немає, чеченці! Ви світочі релігії, опора мусульман, ви були причиною відновлення ісламу після його занепаду. Ви багато пролили російської крові, забрали в них маєтки, полонили їх знать. Скільки разів ви змушували тремтіти їхні серця від страху. Знайте, що я товариш ваш і постійний ваш кунак, поки живий. Їй-богу, я не піду звідси в гори, поки не залишиться жодного дерева в Чечні». Але чеченці, не бачачи ніякої користі від його промови, залишили його й розійшлися домів. Шаміль втратив будь-яку надію, повернувся з прихильниками до села Ічічалі.— Воспоминания очевидца о Шамиле

### Втрати сторін
Протягом 12 днів поки йшли інженерні роботи, втрати російської армії у різних перестрілках склали:
- убитими: 9 осіб нижніх чинів.
- пораненими: одного штаб-офіцера (Рязького полку майор Бахтинський), 4-х обер-офіцерів (артилерії капітан Арсеньєв та поручик Макаров; Рязького полку капітан Курін та Кабардинського підпоручик Терентьєв) та 68 нижніх чинів.

В результаті самого штурму було вбито двох рядових; поранено: один обер-офіцер (флігель-ад'ютант, капітан барон Корф, кулею в ногу) та 23 особи нижніх чинів.
Приблизно 50 тіл мюридів виявили наступного дня в аулі.

### Ситуація на північно-східному Кавказі після взяття Ведено
Аул Ведено, який був 14-річною резиденцією Шаміля, мав велике значення в очах горян. Горяни дивилися нього як столицю Імамата, як у адміністративний центр, з якого виходили всі розпорядження, як у опорний пункт і гніздо мюридизма. Заняття цього аула завдало остаточного удару по могутності Шаміля в Чечні. Після взяття Ведено Шаміль, не маючи змоги залишатися в Чечні, перебрався в Гуніб, де і був полонений через кілька місяців, а Кавказька війна, що тривала майже 40 років, була закінчена. У 1859 році у Ведено Куринському полком було зведено кам'яну фортецю.

## Нагороди
Після взяття Ведено Барятинський послав Євдокимову 50 георгіївських хрестів і 200 відзнак для хоробрих воїнів.
Імператор Олександр II подарував Євдокимову Орден Святого Великомученика і Побідоносця Георгія третього ступеня, і титул графа. Головнокомандувач Кавказької армії, намісник Барятинський отримав від Імператора грамоту такого змісту:
 Будучи призваним нами очолити доблесні війська кавказької армії, ви найбільш блискуче виправдовували нашу довіру, розсудливими та твердо прийнятими заходами, запровадивши міцну основу для поступової покори здавна ворожих нам гірських племен Кавказу. Керовані вами вожді кавказьких військ внесли багато нових гучних імен у літописі кавказької слави, і, тепер, дворічні мужні зусилля військ лівого крила Кавказької лінії доставили нове торжество зброї нашому взяттям укріпленого аула Веденя, головного місця перебування ватажка непокірних нам горян. У виявленні душевної до вас вдячності, за відмінну працю вашу на користь довіреного вам краю, і досконалого Нашого до вас благовоління, Всемилостивіше завітали Ми вас кавалером Імператорського ордена Нашого Св. Рівноапостольного Князя Володимира першого ступеня з мечами над орденом, якого знаки, при цьому проводжаючи, наказуємо вам покласти на себе і носити за встановленням. «Олександр»— Известия с Кавказа // Русский вестник, № 4. 1859

## У мистецтві
- Художник Теодор Горшельт написав картину «Облога Веденя»[8].
- Пісня Куринського 79-го піхотного полку присвячена подіям за Ведено — «Спогад про взяття Ведено. 1859»[9].